# Kritični broj okretaja
Kritični broj okretaja je broj okretaja nekog stroja koji odgovara vlastitoj frekvenciji titranja nekoga dijela stroja ili stroja u cjelini. Ako se rad stroja približi kritičnomu broju okretaja, nastaje rezonancija, to jest rad uz povećane progibe uvijanja ili savijanja, što ima za posljedicu povećanje naprezanja, a može uzrokovati i lom materijala.

## Kritični broja okretaja osovina i vratila
Zbog opterećenja vlastitom težinom i težinom na njima učvršćenih dijelova rotirajuće osovine i vratila titraju u okomitoj ravnini. Pri tome može nastupiti mehanička rezonancija i zbog nje toliko povećanje amplitude da može doći do loma osovine. 
Mehanička rezonancija nastaje kod takozvanog kritičnog broja okretaja nk, kod kojeg se frekvencija promjene vanjskih sila podudara s frekvencijom vlastitog titranja sustava osovine (vratila) i na noj učvršćenih dijelova. Osim toga mehanička rezonancija može nastupiti i kad je frekvencija promjene vanjskih sila jednaka višekratniku frekvencije vlastitog titranja tog sustava. 
Kritični broj okretaja nk, odnosno kritična kutna brzina ωk, može se u najjednostavnijem slučaju, smatrajući osovinu, odnosno vratilo nosačem koji leži na dva uporišta, odrediti s pomoću njenog progiba f izazvanog djelovanjem centrifugalne sile. Progib f povećava se s kutnom brzinom, odnosno s brojem okretaja, a kritična je ona kutna brzina ωk, pri kojoj se on povećava neograničeno. Kritični broj okretaja u minuti kao funkcija progiba f određen je izrazom:
{\displaystyle n_{k}\approx 300\cdot K\cdot {\sqrt {\frac {1}{f}}}}
gdje je vrijednost koeficijenata K između 0,9 i 1,3, već prema načinu uležištenja osovine (vratila). Prema tome je broj okretaja osovine to veći, što je progib manji. Za proračun progiba se uzimaju samo progibi zbog vlastitih težina, a ne recimo progib koji nastaje zbog zatezanja remena i remenice. Kritični broj okretaja je neovisan o tome da li se osovina ili vratilo nalaze u vodoravnom, okomitom ili kosom položaju. 
Približavanje kritičnom broju okretaja ispoljava se u jakim vibracijama vratila, te pri dužem radu pod takvim uvjetima lom materijala je neizbježan. Zato se osovine i vratila nastoje projektirati tako da izračunati kritični broj okretaja nk leži uz dovoljnu sigurnost iznad ili ispod stvarne pogonske brzine vrtnje. 

### Fleksijska kritična brzina vrtnje
Osovine i vratila tvore, skupa s masama pričvršćenim na njima, elastični opružni sustav. Zbog vanjskih opterećenja osovine i vratila elastično se deformiraju i titraju (vibriraju) vlastitom frekvencijom. Pri vrtnji dolazi, zbog neuravnoteženosti masa, do dodatnih impulsa centrifugalnih sila koje su ovisne o brzini vrtnje i masi dijelova smještenih na osovini ili vratilu. Dodatni impulsi centrifugalnih sila posljedica su neizbježnog odstupanja prilikom izrade zbog kojih se položaj težišta na osovini ili vratilu smještenih rotirajućih masa ne podudara s teoretskim položajem na liniji savijanja. Ako se pogonska brzina vrtnje podudara s vlastitom frekvencijom vibriranja osovine ili vratila i na njima smještenih masa, dolazi do rezonancije. U tom slučaju amplituda vibriranja skokovito se poveća, što može dovesti do loma osovine ili vratila. Brzina vrtnje, kod koje dolazi do rezonancije, naziva se 'fleksijska kritična brzina vrtnje.
Općenito, duge i tanke osovine i vratila imaju nisku, a kratke i debele visoku fleksijsku kritičnu brzinu vrtnje. Ako je savojna kritična brzina vrtnje manja od brzine vrtnje osovine ili vratila tijekom rada, prilikom pokretanja i zaustavljanja stroja mora se osigurati što brži prijelaz preko kritičnog područja. Tako će osovina ili vratilo vrlo kratko vrijeme raditi u kritičnom području, pa će utjecaj rezonancije biti zanemariv.
Radna brzina vrtnje osovina i vratila u strojevima ne smije biti blizu kritične brzine vrtnje nk. Strojevi trebaju raditi u podrezonantnom području n < 0,8•nk, ili nadrezonantnom području n > 1,2•nk. Najčešće sustav radi u podrezonantnom području pa je poželjno da nk bude što viši. To se postiže: 
- malim razmakom ležaja kako bi progib bio manji,
- balansiranjem sustava kako bi se smanjilo djelovanje centrifugalne sile i
- minimiziranjem težine kako bi progib bio manji.

### Torzijska kritična brzina vrtnje vratila
Vratilo s masama koje su na njemu smještene ravna je torzijska opruga koja će se početi vibrirati prigušenim torzijskim titrajima ako ju izložimo kolebanjima okretnog momenta. Ako kolebanja okretnog momenta odgovaraju brzini vrtnje kao što je kod zalomljenih vratila stapnih i klipnih strojeva, doći će i kod torzijskih vibracija do rezonancije. To će nastati kada pogonska brzina vrtnje bude jednaka vlastitom titranju sustava. Torzijska kritična brzina vrtnje vratila 
jednaka je opasnost za mogućnost loma materijala kao i ona zbog vlastitih težina.